# El Camborio
Elvezio Brancaleoni Cavallaro, noto come El Camborio o José el Camborio (Giacciano con Baruchella, 3 marzo 1939 – Madrid, 16 aprile 2009), è stato un ballerino e coreografo italiano.

## Biografia
Nato a Giacciano con Baruchella, in provincia di Rovigo (Veneto), il 3 marzo 1939, si trasferì ancora giovanissimo a Bolzano dove iniziò a studiare danza.
Ammesso alla scuola di danza del Teatro alla Scala di Milano, dopo un apprendistato di sei anni divenne ballerino di fila. Appassionatosi al flamenco dopo aver visto uno spettacolo della compagnia spagnola di Pilar Lopez, nel 1960 partì per la Spagna in compagnia di un amico, iniziando a studiare il flamenco presso il maestro Antonio Masin. Trasferirsi definitivamente in Spagna poco tempo dopo riuscì ad entrare nella compagnia di Pilar Lopez. Assunto il nome d'arte di Josè El Camborio esordì a Madrid nel tempio del flamenco, il Corral de la Moreira, riscuotendo un discreto successo.
Sposatosi con la ballerina Lucía del Real, con la quale fondò il Ballet Español de Lucía Real y El Camborio, collaborò anche con Franco Zeffirelli per le coreografie e le danze della Carmen all'Arena di Verona, oltre che nel film Callas Forever dello stesso regista. Ammalatosi gravemente alla fine del 1996 dovette rinunciare a ballare, dedicandosi all'attività di coreografo a tempo pieno. Morì a Madrid il 16 aprile 2009, e le sue ceneri vennero tumulate nel cimitero di Baruchella il 27 settembre dello stesso anno. L'amministrazione del comune polesano gli ha dedicato una piazza.